# Bezirksgericht Ansbach
Das Bezirksgericht Ansbach war ein Bezirksgericht im Königreich Bayern und der Vorläufer des Landgerichts Ansbach, der von 1857 bis 1879 existierte. Das Bezirksgericht hatte seinen Sitz in Ansbach.

## Geschichte
Mit Gesetz vom 1. Juli 1856 wurde das Justizwesen in Bayern neu geordnet. Die bisherigen Kreis- und Stadtgerichte wurden aufgehoben und 34 neue Bezirksgerichte traten an ihre Stelle. Sie waren für die Städte, in denen sie ihren Sitz hatten, sowie für die in ihrem Sprengel befindlichen Standesherren Gerichte erster Instanz. Für alle anderen Angelegenheiten waren sie Gerichte der zweiten Instanz in Kriminal- und Zivilrechtssachen. 
Der Sprengel des Bezirksgerichts Ansbach umfasste ab dem 1. Oktober 1857 die Landgerichte Ansbach, Dinkelsbühl, Feuchtwangen, Gunzenhausen, Heilsbronn, Herrieden, Leutershausen, Schillingsfürst und Wassertrüdingen.
Das Landgericht Schillingsfürst wechselte mit dem 1. Juli 1862 vom Bezirksgericht Ansbach zum Bezirksgericht Windsheim über.
Mit dem Inkrafttreten des deutschen Gerichtsverfassungsgesetzes wurde 1879 das Bezirksgericht Ansbach wie alle anderen bayerischen Bezirksgerichte aufgelöst. Sein Nachfolger in der Funktion als Gericht der zweiten Instanz war das Landgericht Ansbach.